# Куличків
Кули́чків — село в Україні, у Великомостівській міській громаді Шептицького району Львівської області. Населення становить 498 осіб станом на 2022 рік. Орган місцевого самоврядування — Великомостівська міська рада.

## Історія
Село детально описане в королівській люстрації 1565 року.
На 1 січня 1939 року у селі мешкало 950 осіб (870 українців-греко-католиків, 45 українців-римокатоликів, 15 поляків і 20 євреїв).
14 серпня 1944 року під час мобілізації до Червоної Армії енкаведисти ґвалтували дівчат та розстріляли понад 30 людей, у тому числі і жінок.

## Населення

### Мова
Розподіл населення за рідною мовою за даними перепису 2001 року:
| Мова       | Кількість | Відсоток |
| ---------- | --------- | -------- |
| українська | 575       | 99.83%   |
| російська  | 1         | 0.17%    |
| Усього     | 576       | 100%     |

## Уродженці
- Володимир Дацків (1969—2022) — старший сержант Збройних Сил України, учасник російсько-української війни, що загинув у ході російського вторгнення в Україну в 2022 році.